# Кристеаска (Дамбовица)
Кристеаска (рум. Cristeasca) насеље је у Румунији у округу Дамбовица у општини Корнешти. Oпштина се налази на надморској висини од 137 m.

## Становништво
Према подацима из 2002. године у насељу је живело 260 становника, од којих су сви румунске националности.